# Hodh Ech Chargui

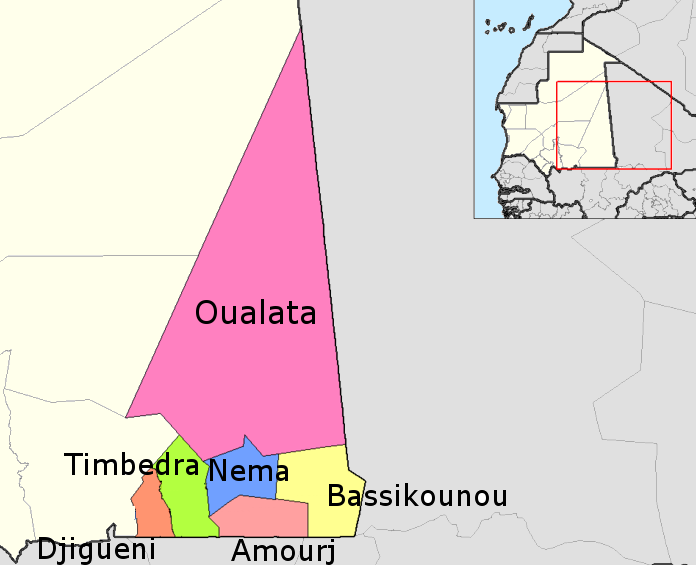
Départements in Hodh Ech Chargui

Hodh Ech Chargui („Östliches Becken“, arabisch ولاية الحوض الشرقي, DMG Wilāyat al-Ḥauḍ aš-šarqī) ist die erste Verwaltungsregion in Mauretanien und ist benannt nach ihrer Lage in dem Landschaftsbecken El Hodh im Osten des Landes. Ihre Hauptstadt ist Néma, weitere wichtige Ortschaften sind Adel Bagrou als größte Stadt der Region, Boû Gâdoûm, Timbédra, Boû Steïlé und Walata.
Hodh Ech Chargui gliedert sich in sechs Départements: Amourj, Bassikounou, Timbédra, Djigueni, Néma und Oualata. Die Region ist umschlossen von den Regionen Hodh El Gharbi, Adrar und Tagant vom Westen sowie von Mali vom Osten und Süden.
Die Bevölkerungszahl der Region hat in den Jahren 2000 bis 2023 von 281.600 auf 625.643 Einwohner zugenommen.